# سیرکلویل (اوهایو)
سیرکلویل(به انگلیسی: Circleville) شهری در ایالت اوهایو کشور ایالات متحده آمریکا است که جمعیت آن در سرشماری سال ۲۰۱۰ میلادی، ۱۳٬۳۱۴ نفر بوده‌است.